# Michel Pécheux
Michell Joseph Jacques Pécheux (ur. 24 maja 1911 w Saint-Brieuc, zm. 29 sierpnia 1985 w Neuilly-sur-Seine) – francuski szpadzista, dwukrotny medalista olimpijski i wielokrotny medalista mistrzostw świata.
Na igrzyskach olimpijskich w Berlinie w 1936 roku wspólnie z Philippe'em Cattiau, Bernardem Schmetzem, Georgesem Buchardem, Henrim Dulieux i Paulem Wormserem zdobył brązowy medal w turnieju drużynowym. W zawodach indywidualnych dotarł do półfinałów. Po zakończeniu II wojny światowej wystartował na igrzyskach olimpijskich w Londynie w 1948 roku, gdzie Francuzi w składzie: Maurice Huet, Michel Pécheux, Marcel Desprets, Édouard Artigas, Henri Guérin i Henri Lepage zdobyli drużynowo złoty medal. W zawodach indywidualnych tym razem nie startował.
Podczas mistrzostw świata w Warszawie w 1934 roku Georges Buchard, Philippe Cattiau, Michel Godin, René Lemoine, Michel Pécheux i Jean Piot zdobyli złoty medal w zawodach drużynowych. W tej samej konkurencji zdobywał następnie złote medale na mistrzostwach świata w Lozannie (1935), mistrzostwach świata w Pieszczanach (1938) i mistrzostwach świata w Lizbonie (1947) oraz srebrne na mistrzostwach świata w Paryżu (1937), mistrzostwach świata w Kairze (1949) i mistrzostwach świata w Monte Carlo (1950). Ponadto wywalczył złoty medal w turnieju indywidualnym na MŚ 1938.